# Pavel Kamas
Pavel Kamas (7. prosince 1947 Olomouc – 14. prosince 2020 Brno) byl český operní pěvec a pedagog na Janáčkově akademii múzických umění.

## Životopis
Se svými rodiči Marií a Miloslava Kamasových vyrůstal v Olomouci a ve svých 7 letech se začal učit hrát na housle. V roce 1966 začal studovat operní zpěv na Janáčkově akademii múzických umění (JAMU) v Brně, kde byl žákem Eduarda Hrubeše. Studium dokončil v roce 1971. V roce 1970 nastoupil do Slezského divadla v Opavě, kde byl do roku 1980. V roce 1978 začíná jeho angažmá v brněnské Janáčkově opeře. Zde vytvořil v průběhu několika let doslova osobitou éru. Vystupoval ve všech významných operních scénách tehdejšího Československa, v Praze, Bratislavě, Plzni, Opavě, Ostravě, Olomouci, Liberci, Ústí nad Labem, Košicích. Po převratu v zemi roku 1989 se mu dostává mnoho příležitostí ukázat své umění světu a pěvec začíná intenzivněji cestovat po Evropě a velkého ohlasu se mu dostává prakticky všude kam zavítá. V Itálii, Německu, Rakousku, Švýcarsku, zemích bývalé Jugoslávii, vystupuje intenzivně jak na operních představeních, tak koncertních produkcích. Chorvatské publikum si jej roku 1998 zamilovává natolik, že se stává stálým hostem Národního divadla v Záhřebu a značná část repertoáru divadla je tou dobou postavena na Kamasově pěveckém umění. V roce 2000 se po japonském turné objevují u pěvce známky přepracování a dílčí zdravotní diskomfort. Znamení “uber plyn” není přehlíženo a tak se začíná o to více věnovat pedagogické činnosti.
Za rok 2002 obdržel Cenu Thálie v oboru opera za mimořádný výkon v roli Franka v inscenaci Mrtvé město v brněnské Janáčkově opeře.
Pavel Kamas zemřel dne 14. prosince 2020 v Brně po dlouhé nemoci ve věku 73 let. Poslední rozloučení se uskutečnilo v sobotu 19. prosince 2020 v kostele svatého Jana Křtitele a svatého Jana Evangelisty v Brně-Bystrci a je pohřben na hřbitově Brně-Žebětíně.

## Operní role

### Moravské divadlo Olomouc
- Bohéma (Giacomo Puccini)
- Evžen Oněgin (P. I. Čajkovskij)
- Dalibor (Bedřich Smetana)
- Netopýr (Johann Strauss mladší)
- Fidelio (Ludwig van Beethoven)

### Národní divadlo moravskoslezské
- Vojna a mír (Sergej Prokofjev)
- La Bohème (Giacomo Puccini)
- Porgy and Bess (George Gershwin)
- Dalibor (Bedřich Smetana)
- Macbeth (Giuseppe Verdi)
- Simon Boccanegra (Giuseppe Verdi)
- Jakobín (Antonín Dvořák)

### Slezské divadlo Opava
- Nabucco (Giuseppe Verdi)
- Figarova svatba (Wolfgang Amadeus Mozart)
- Příhody lišky Bystroušky (Leoš Janáček)
- Evžen Oněgin (P. I. Čajkovskij)
- Bohéma (Giacomo Puccini)
- Cikánský baron (Johann Strauss mladší)
- Madam Butterfly (Giacomo Puccini)